# Booser Doppelmaar

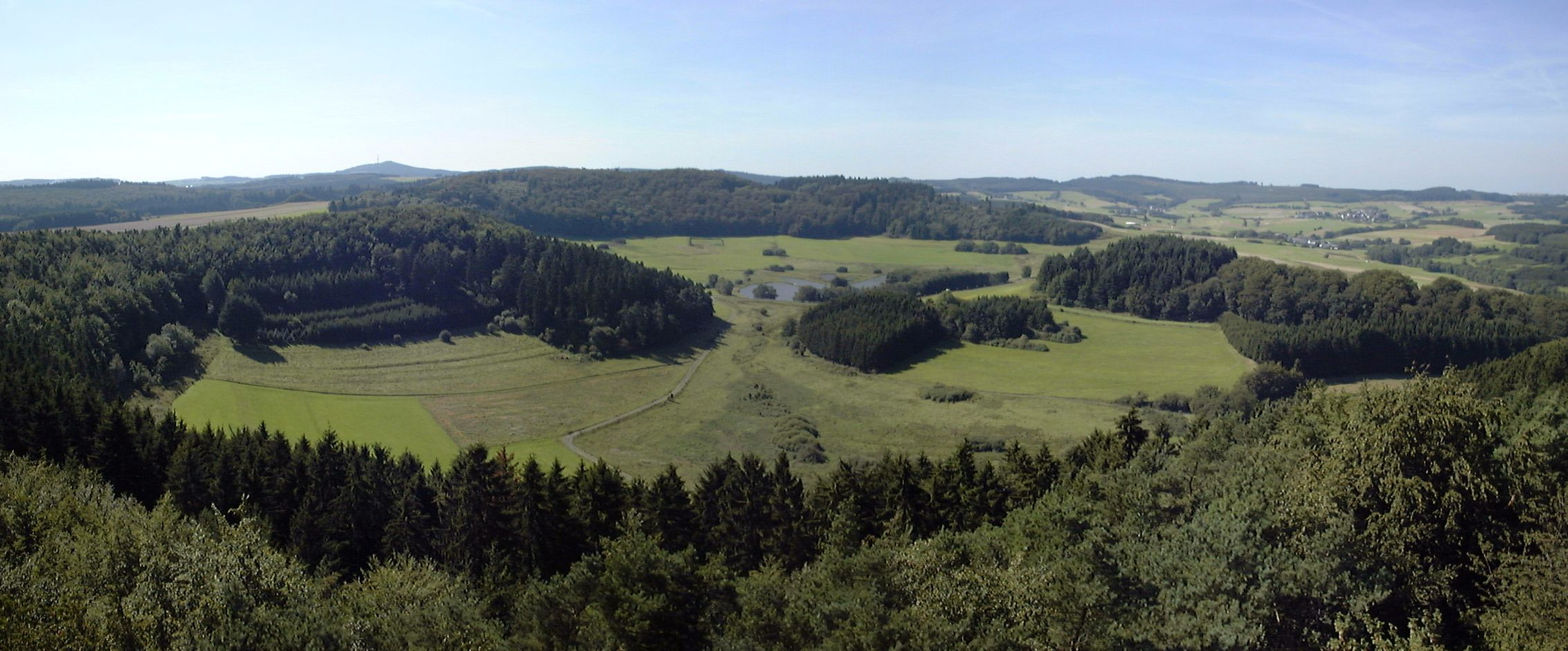
Das Doppelmaar von Osten, gesehen vom Booser Eifelturm (2004)

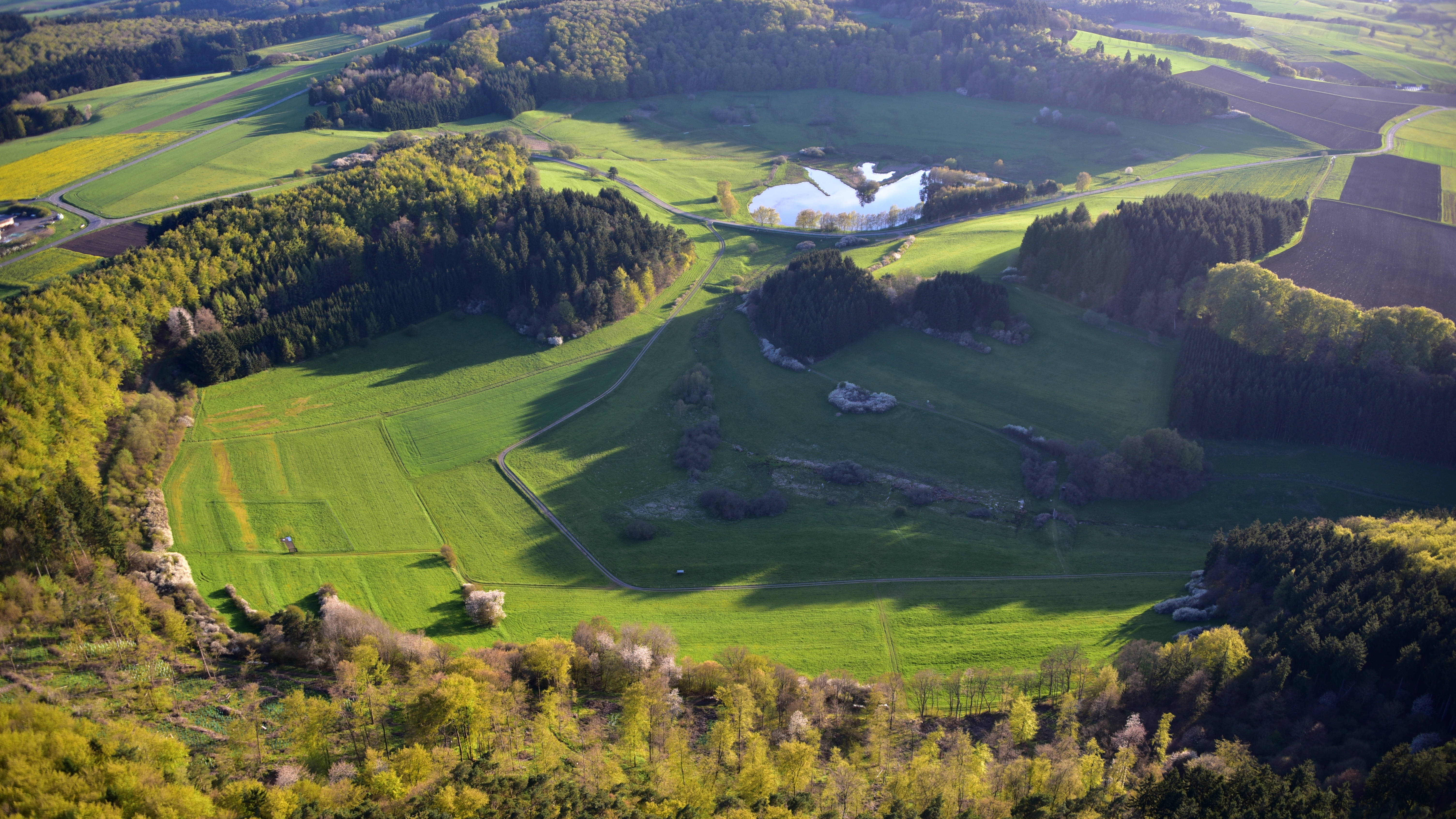
Booser Doppelmaar, Luftaufnahme (2016)

Das Booser Doppelmaar besteht aus zwei verlandeten Maaren, die sich heute als flache Mulden im Gelände abbilden. Sie liegen auf dem Gebiet der Ortsgemeinde Boos (gehört der Verbandsgemeinde Vordereifel an), wenige hundert Meter westlich deren Ortslage in der Gemarkung Boos. Die beiden Maare bildeten sich vor 10.150 bis 14.160 Jahren und gehören zum quartären Vulkanfeld der Vulkaneifel. Naturräumlich liegt es im Süden des Hohe-Acht-Berglandes (das zur naturräumlichen Haupteinheit Östliche Hocheifel gehört), ca. 7,8 km südlich (genauer etwa süd-ein-halb-westlich) des Gipfels der Hohen Acht.

## Die Maare
Die beiden Maare bilden große, von Tuffwällen umgebene kreisrunde Kessel, die auf einer Westsüdwest-Ostnordost verlaufenden Linie liegen und so dem variszischen Streichen des Untergrunds folgen. Das westsüdwestliche Maar hat einen Durchmesser von etwa 700 m und ist zwischen 30 und 60 m tief, das ostnordöstliche ist zwischen 650 und 700 m groß und besitzt eine Tiefe von 50 bis 87 m. Die beiden Mulden sind sehr feucht, so dass es immer noch Stellen gibt, die dauerhaft eine Wasseroberfläche haben. Die Wasserflächen wurden früher als Fischweiher genutzt, die jedoch später verlandeten und als Wiesen und Äcker dienten. Heute befindet sich im westsüdwestlichen Maar wieder ein Fischweiher, der Booser Weiher. In der Umgebung der Maare finden sich Tuffgruben, in denen die beim Ausbruch der Maare entstanden vulkanischen Tuffe abgebaut wurden.

## Entstehung und Gesteine
Der Vulkanismus in der Eifel begann vor etwa 600.000 Jahren und führte zur Entstehung von zahlreichen Vulkanformen. Der wahrscheinlich letzte Ausbruch, der zur Bildung des Ulmener Maares führte, ist etwa 11.000 Jahre her. In diesem Zeitrahmen gehören die Booser Maare zu den jüngsten Bildungen der Vulkaneifel. Die an Gesteinen der Maare vorgenommenen Datierungen wie auch an organischem Material durchgeführten C14-Datierungen lassen nur für das östliche Maar eine Festlegung des Alters auf 14.160 Jahre vor heute zu. Die Tuffe, an denen ein Alter von 10.150 Jahren bestimmt wurde, konnten keinem der beiden Maare eindeutig zugeordnet werden.
Die Tuffe enthalten Basalt-Bomben mit Nebengestein und großen Olivin-Kristallen. Die Tuffe bestehen zum Teil nur aus magmatischen Kristallen (Kristalltuffe) und enthalten Bruchstücke von Wehrlit und Syenit. In die Tuffe sind an einigen Stellen Lavagänge eingedrungen. Im unmittelbaren Bereich des Booser Doppelmaars befinden sich insgesamt acht Schlackenvulkane, die mehr oder weniger gleichzeitig vor circa 35.000 Jahren entstanden sind. Von einem dieser Vulkankegel ist ein Lavastrom nach Westen geflossen, der Strom erreichte das Tal der Nitz.

## Naturschutzgebiet und Vulkanpark-Station
Die beiden Maare liegen im Naturschutzgebiet „Booser Maar“, das mit 152 bzw. 157,7136 ha eines der größten Naturschutzgebiete in Rheinland-Pfalz ist. Im Naturschutzgebiet liegt auch der auf dem Schneeberg (am Wall an der Ostseite des ostnordöstlichen Maares) errichtete Booser Eifelturm.
Zugleich bilden sie eine Station im Vulkanpark (im Landkreis Mayen-Koblenz) der VULKANPARK GmbH mt Sitz in Koblenz.